# Pfarrkirche Langen bei Bregenz

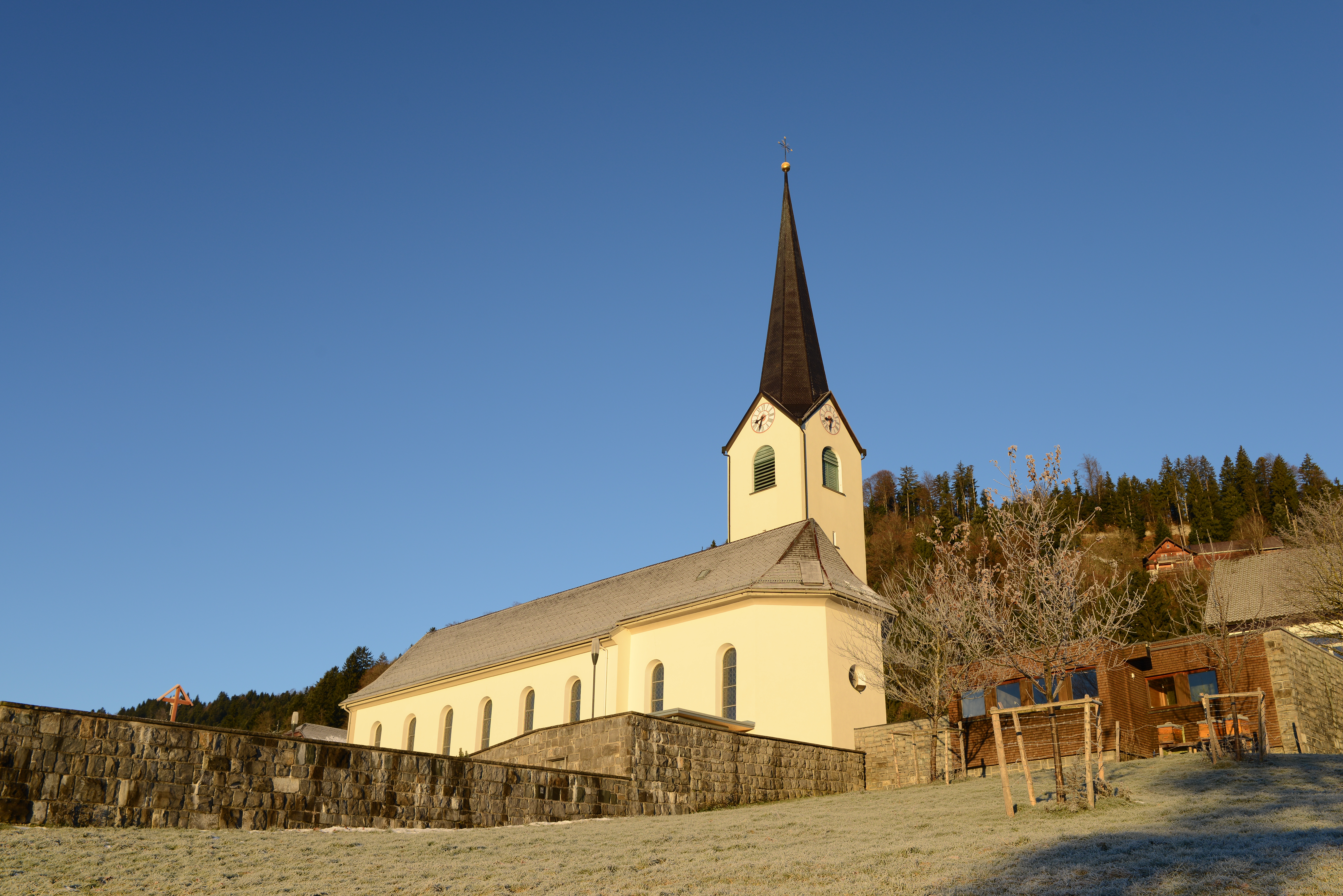
Pfarrkirche Hl. Sebastian und davor das Kriegerdenkmal

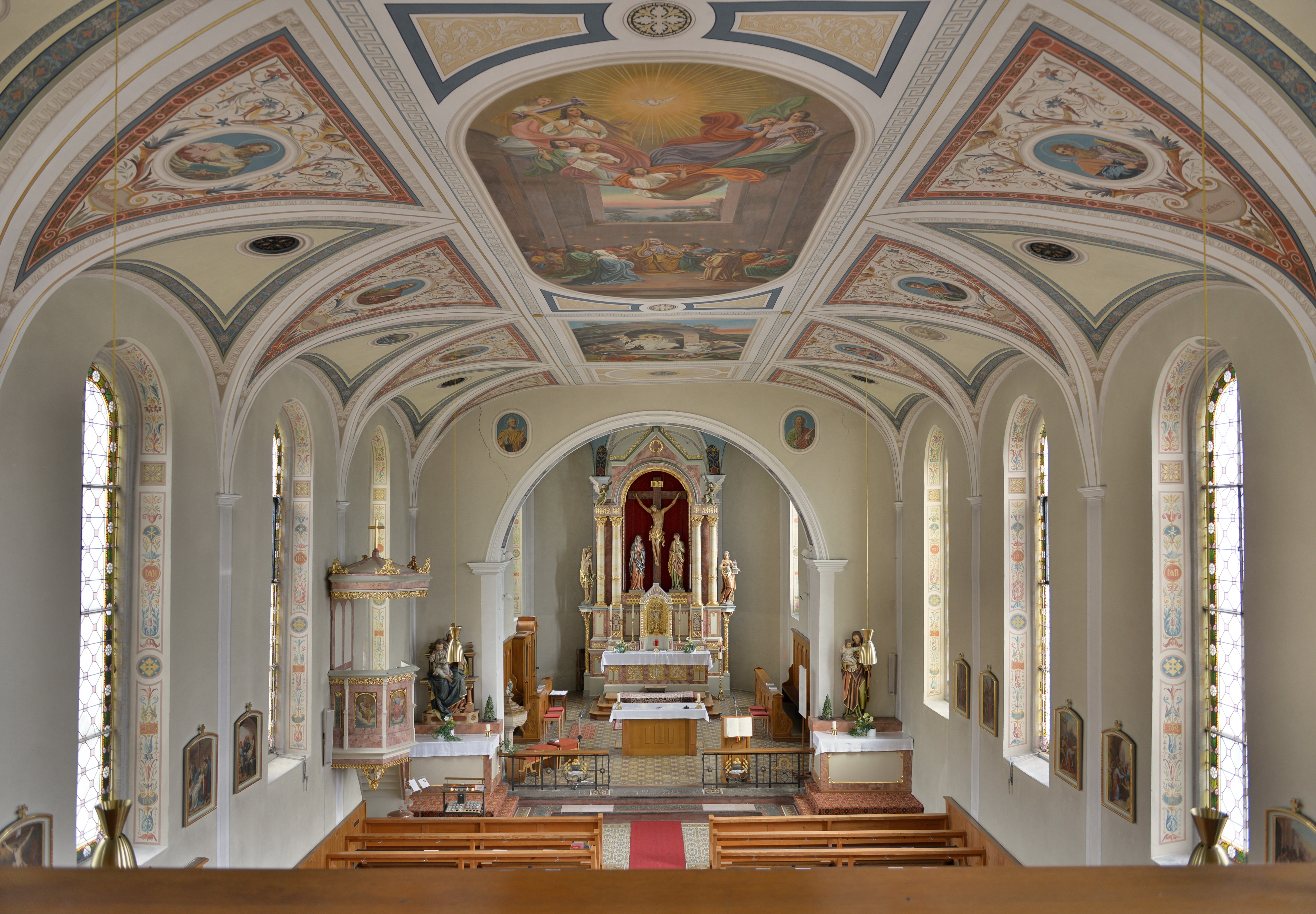
Langhaus gegen Hochaltar

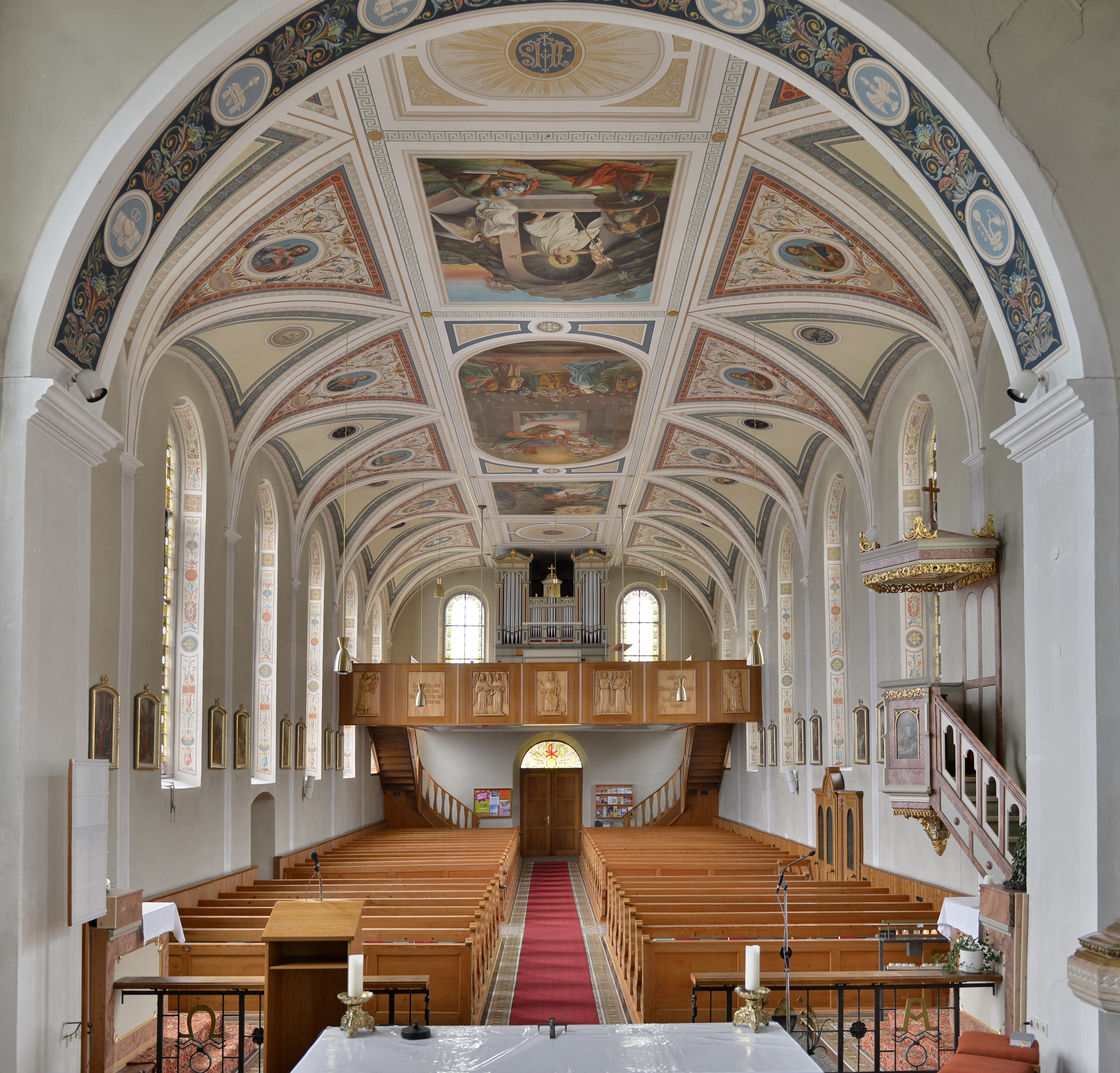
Langhaus gegen Empore

Die Pfarrkirche Hl. Sebastian ist eine  römisch-katholische Pfarrkirche in der Gemeinde Langen bei Bregenz.
Die für Anfang des 15. Jahrhunderts überlieferte Kapelle war eine Filiale von Bregenz und wurde 1486 eine Kaplanei und im Jahre 1565 zur Pfarrkirche erhoben.
Die Pfarrkirche mit Langhaus und eingezogenem Chor unter gemeinsamen Satteldach mit Vorhalle und Nordturm und südlich an den Chor angebauter Sakristei wurde im Jahre 1838 errichtet.
Im Chor Fresken Lamm Gottes, 4 Kirchenväter und der Heilige Geist, Abendmahl, 7 Sakramente, Petrus und Paulus, im Langhaus Auferstehung Christi, von Jakob Bertle im Jahre 1896. Gemälde Moses, Christus und Matthäus an der Kanzel von Jakob Bertle im Jahre 1896.
Die Figuren Maria mit Kind und Herz Jesu sind vom Bildhauer Alois Reich. Reliefs König David, Christkönig und Hl. Cäcilia an der Emporenbrüstung und das Relief Hl. Johannes Evangelist am Ambo sind von Christian Moosbrugger aus dem Jahre 1965. Die Kommunionsbank ist nach einem Entwurf von Kaspar Albrecht geschaffen worden. Die Portalreliefs sind von Anton Egender.
Die Orgel ist von Anton Behmann aus dem Jahre 1892.
Außen an der Langhauswand ist eine Gedenktafel zum Trappistenabt Franz Pfanner, von Alois Reich im Jahre 1926 errichtet.
Das Kriegerdenkmal nördlich der Kirche wurde vom Bildhauer P. Pifrader geschaffen.